# سولومون كفيركفيليا
سولومون كفيركفيليا (6 فبراير 1992 جورجيا - ) هو لاعب كرة قدم جورجي، يلعب كمدافع لعب سابقاً في نادي الأخدود السعودي.

## وصلات خارجية
سولومون كفيركفيليا على موقع الاتحاد الأوربي (الإنجليزية)
- سولومون كفيركفيليا على موقع قاعدة بيانات كرة القدم.إي يو (الإنجليزية)
- سولومون كفيركفيليا على موقع ناشيونال فوتبول تيمز (الإنجليزية)
- سولومون كفيركفيليا على موقع Soccerbase.com (لاعب) (الإنجليزية)
- سولومون كفيركفيليا على موقع Soccerway.com (الإنجليزية)
- سولومون كفيركفيليا على موقع عالم كرة القدم.نت (الإنجليزية)
- سولومون كفيركفيليا على موقع AS.com (الإسبانية)